# Andy Crosby
Andrew "Andy" Crosby (* 5. listopadu 1965, Bella Coola, Kanada) je bývalý kanadský veslař. Na olympijských hrách 1992 v Barceloně získal zlatou medaili na osmě.